# Comando en Jefe del Ejército (Argentina)
El Comando en Jefe del Ejército (CJE o Cdo J Ej) fue el elemento de conducción superior del Ejército Argentino desde 1943 hasta 1983, asesorado por el Estado Mayor General del Ejército y la Dirección General de Instrucción, bajo la autoridad del Ministerio de Guerra.
Tuvo un breve ensayo en 1930, pero recién fue creado en 1943, formando un mando superior, aunque bajo la autoridad del Ministerio de Guerra. Como su tarea era la preparación para la guerra, contaba con el asesoramiento del Estado Mayor General del Ejército y el Comando de Institutos Militares, que completaban la estructura de mando superior.
Desde 1966 quedó disuelta la secretaría militar y el comando en jefe concentró la jefatura militar y política del ejército, evidentemente en coherencia con la formación de dictaduras militares. Fue disuelto en 1983, dejando el ejército subordinado al poder civil.

## Historia
El cargo de comandante en jefe había sido desempeñado de forma efímera por el general de división Agustín Pedro Justo desde el 6 de septiembre hasta el 24 de septiembre de 1930, con la autoridad del presidente de dictadura militar, teniente general José Félix Uriburu. Este comando en jefe sin reglamento ni previsión fue desecho el 12 de noviembre de 1930 reasumiendo el mando el inspector general del Ejército.
El alto mando creó el Comando en Jefe el 3 de agosto de 1943 disolviendo la Inspección General del Ejército en activo desde 1923. Un cambio notablemente en consonancia con la dictadura militar en el poder desde el 4 de junio de 1943. El comandante en jefe era asistido por el Estado Mayor General del Ejército y la Dirección General de Instrucción y respondía a la autoridad del Ministerio de Guerra.
En 1958 el presidente radical Arturo Frondizi eliminó los ministerios militares, creando el Ministerio de Defensa (civil, con poca influencia) y tres secretarías militares (cargos ministeriales), cuyos titulares consultaban directamente con el presidente. La pésima relación entre secretario y comandante en jefe durante el gobierno frondizista llevó a considerar la supresión del cargo de comandante en jefe en 1961. En 1966 el general Onganía eliminó la Secretaría de Guerra, concentrando el comandante en jefe la jefatura política y militar del ejército, facetas que habían estado separadas desde 1862.
El artículo 29.º de la Ley Orgánica de Ministerios de 1966 (n.º 16 956) establecía que el Comando en Jefe del Ejército ejercería las atribuciones constitucionales del presidente de la Nación relacionadas con el Ejército Argentino, en tanto no fueran reasumidas por el mismo. También, la primera disposición transitoria de la ley transfirió las competencias de la Secretaría de Guerra establecidas en el artículo 25.º de la ley de 1958 (n.º 14 439).
Por el Decreto N.º 1678 del 3 de octubre de 1973, el presidente interino Raúl Alberto Lastiri creó el Comando General del Ejército (Cdo Grl Ej) en el ámbito del Ministerio de Defensa Nacional, valiéndose del artículo 19.º de la Ley de Ministerios del 21 de agosto de 1973.
El 15 de marzo de 1976 en la playa de estacionamiento del Edificio Libertador explotó una bomba colocada por la organización armada Montoneros. Como resultado quedaron heridos cuatro coroneles y otros 18 militares y civiles con destino en el Comando General del Ejército. La detonación asimismo provocó destrozos en las instalaciones del Comando, la Casa de Gobierno y otras dependencias.
El golpe de Estado del 24 de marzo de 1976 creó la Junta de Comandantes Generales. En ese año, el Comando General recuperó el nombre «Comando en Jefe».

### Guerra de las Malvinas
El Comando en Jefe del Ejército, conducido por el teniente general Leopoldo Fortunato Galtieri, dirigió las operaciones del Ejército Argentino durante la guerra de las Malvinas de 1982.

## Organización
Organización (1943)
- Comando en Jefe, Edificio Libertador, Capital Federal
- Secretaría-Ayudantía
- División Central

## Elementos bajo su dependencia orgánica
- Comando en Jefe del Ejército
- Estado Mayor General del Ejército (EMGE)
- I Cuerpo de Ejército (Cpo Ej I)
- II Cuerpo de Ejército (Cpo Ej II)
- III Cuerpo de Ejército (Cpo Ej III)
- IV Cuerpo de Ejército (Cpo Ej IV)
- V Cuerpo de Ejército (Cpo Ej V)
- Comando de Institutos Militares (Cdo II MM)

### Formaciones
Los elementos bajo su dependencia directa (denominadas formaciones) son unidades denominadas con el número 601 (aunque no se limitaba a estas). Dichas unidades eran:
- Batallón de Ingenieros de Construcciones 601, Villa Martelli
- Batallón de Comunicaciones 601, City Bell
- Batallón de Inteligencia 601, Capital Federal
- Batallón de Aviación de Combate 601, Campo de Mayo
- Regimiento de Infantería 1 «Patricios», Palermo
- Regimiento de Granaderos a Caballo «General San Martín», Palermo

## Dependencias
Por Ley 13 349 del 25 de noviembre de 1971, el presidente de facto Alejandro Agustín Lanusse puso a la Gendarmería Nacional bajo las órdenes del Comando en Jefe del Ejército.
El 12 de diciembre de 1979, el gobierno del Proceso de Reorganización Nacional transfirió la Dirección General de Fabricaciones Militares a la órbita del comando en jefe.

## Sede

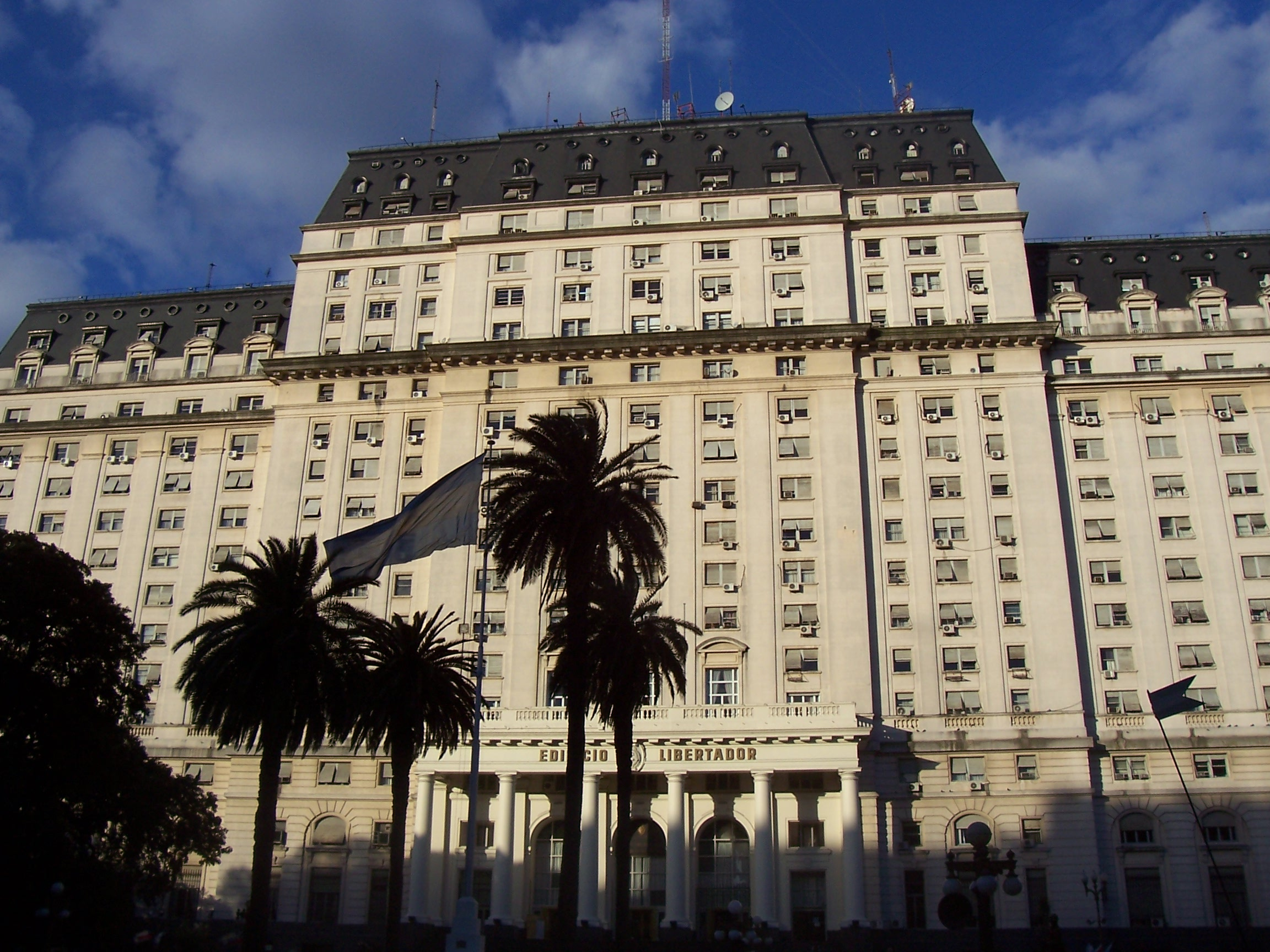
Edificio Libertador

Tuvo sede en el Edificio Libertador de Azopardo 250, construido para el Ministerio de Guerra entre 1938 y 1943, y ocupado por el Comando en Jefe del Ejército. Actualmente es la sede del Ministerio de Defensa y del Estado Mayor General del Ejército y del Estado Mayor Conjunto.

## Denominaciones sucesivas
- Comando en Jefe del Ejército (1943-1973)
- Comando General del Ejército (1973-1976)
- Comando en Jefe del Ejército (1976-1983)

## Comandantes en jefe
- General de ejército Carlos von der Becke (1944-1946)
- General de división Diego I. Mason (1946-1948)
- General de ejército Ángel Ovidio Solari (1948-1951)
- General de división Alfredo Ávalos (1951-1953)
- General de ejército José Domingo Molina (1953-1955)
- Teniente general Julio Alberto Lagos (1955-1956)
- General de división Francisco José Zerda (1956-1956)
- General de división Arturo Ossorio Arana (1956-1956)
- General de división Luis Carlos Raimundo Bussetti (1956-1957)
- Teniente general Víctor Jaime Majó (1957-1957)
- General de división Arturo Ossorio Arana (1957-1958)
- General de división Héctor Solanas Pacheco (1958-1959)
- General de división Héctor Lambardi (interino) (1959-1959)
- Teniente general Carlos Toranzo Montero (1959-1961)
- Teniente general Pedro Castiñeira (1959-1959)
- Teniente general Carlos Toranzo Montero (1959-1961)
- General de división Rosendo María Fraga (interino) (1961-1961)
- Teniente general Raúl Poggi (1961-1962)
- General de brigada Juan Bautista Loza (interino) (1962-1962)
- General de brigada Juan Carlos Lorio (interino) (1962-1962)
- Teniente general Juan Carlos Onganía (1962-1965)
- Teniente general Pascual Pistarini (1965-1966)
- Teniente general Julio Rodolfo Alsogaray (1966-1968)
- Teniente general Alejandro Agustín Lanusse (1968-1973)
- Teniente general Jorge Raúl Carcagno (1973-1973)
- Teniente general Leandro Enrique Anaya (1973-1975)
- Teniente general Alberto Numa Laplane (1975-1975)
- Teniente general Jorge Rafael Videla (1975-1978)
- Teniente general Roberto Eduardo Viola (1978-1979)
- Teniente general Leopoldo Fortunato Galtieri (1979-1982)
- Teniente general Cristino Nicolaides (1982-1983)